# Miguel Rondelli
Miguel Ángel „Toto” Rondelli (ur. 24 stycznia 1978 w Buenos Aires) – argentyński trener piłkarski pochodzenia włoskiego, od 2024 roku prowadzi peruwiański Cusco.